# Izmajilský rajón
Izmajilský rajón (ukrajinsky Ізмаїльський район) je rajón v Oděské oblasti na Ukrajině. Hlavním městem je Izmajil a rajón má přibližně 207 tisíc obyvatel. 

## Města v rajónu
- Izmajil
- Kilija
- Reni
- Vylkove